# Priscometa
Genre
Priscometa est un genre fossile d'araignées aranéomorphes de la famille des Tetragnathidae.

## Distribution
Les espèces de ce genre ont été découvertes dans de l'ambre de la mer Baltique. Elles datent du Paléogène.

## Liste des espèces
Selon The World Spider Catalog 16.0 :
- †Priscometa capta Wunderlich, 2004
- †Priscometa minor Wunderlich, 2004
- †Priscometa tenuipes Petrunkevitch, 1958

## Publication originale
- (en) Petrunkevitch, 1958 : Amber spiders in European collections. Transactions of the Connecticut Academy of Arts and Sciences, vol. 41, p. 97–400.